# Fulvia Michela Caligiuri
Fulvia Michela Caliguri (Cosenza, 1º luglio 1973) è una politica italiana, senatrice della Repubblica durante la XVIII legislatura della Repubblica Italiana per Forza Italia.

## Biografia
Nata il 1º luglio 1973 a Cosenza, ma vive a Rende, in provincia di Cosenza, sposata e madre di 3 figli, si è laureata in economia aziendale all'Università della Calabria.
Imprenditrice nel settore agroalimentare, è titolare di un'azienda agricola per la produzione di latte fresco e allevamento di bovini; è stata inoltre presidente di Confagricoltura a Cosenza.
Alle elezioni politiche del 2018 è stata candidata al Senato della Repubblica sia nel collegio uninominale Calabria - 02 (Cosenza), sostenuta dalla coalizione di centro-destra, che tra le liste di Forza Italia nel collegio plurinominale Calabria - 01, risultando tuttavia non eletta. In seguito all'accoglimento del ricorso e riconteggio dei voti da parte della Giunta Senatoriale, il Senato nella seduta del 31 luglio 2019 assegna il seggio, precedentemente destinato nel medesimo collegio al segretario federale della Lega Matteo Salvini, alla Caligiuri, che diviene senatrice della Repubblica per Forza Italia.
Nella XVIII legislatura della Repubblica è stata componente e vicepresidente della 9ª Commissione Agricoltura e produzione agroalimentare, oltreché membro della Commissione parlamentare d'inchiesta sulle condizioni di lavoro in Italia, sfruttamento e sicurezza nei luoghi di lavoro pubblici e privati e, in sostituzione del sottosegretario di Stato alla Presidenza del Consiglio Giuseppe Moles, della 13ª Commissione Territorio, ambiente, beni ambientali.
Alle elezioni europee del 2019 viene candidata al Parlamento europeo, tra le liste di Forza Italia nella circoscrizione Italia meridionale, totalizzando 20.369 preferenze ma risultando non eletta.